# Pendarus auroalbus
Pendarus auroalbus är en insektsart som beskrevs av Walker 1851. Pendarus auroalbus ingår i släktet Pendarus och familjen dvärgstritar. Inga underarter finns listade i Catalogue of Life.